# Thamnostoma dibalia
Thamnostoma dibalia är en nässeldjursart som först beskrevs av Busch 1851.  Thamnostoma dibalia ingår i släktet Thamnostoma och familjen Bougainvilliidae. Inga underarter finns listade i Catalogue of Life.